# Adesmus ocellatus
Adesmus ocellatus är en skalbaggsart som beskrevs av Maria Helena M. Galileo och Martins 2005. Adesmus ocellatus ingår i släktet Adesmus och familjen långhorningar. Inga underarter finns listade i Catalogue of Life.